# Ahlmann-Skolen
Ahlmann-Skolen er en folkeskole beliggende på Kongevej 35 i Sønderborg.
Skolen blev indviet i 1907, og fungerede indtil 1925 som tysk skole.
Alle skoler i Sønderjylland var indtil genforeningen i 1920 tyske.
I 1937 fik den navnet Ahlmann-Skolen.
D. 26. maj 2018 brændte halvdelen af skolen i en brand, der tænkes at kan være opstået ved en kortslutning af nogle solceller på skolens tag.